# Per Johansson
Per Lennart Johansson (Borlänge, 25 gennaio 1963) è un ex nuotatore svedese.
Specializzato nello stile libero, ha vinto tre medaglie di bronzo alle olimpiadi, due delle quali a Los Angeles 1984 nei 100 m sl e nella staffetta 4x100 m sl.

## Palmarès
- Olimpiadi
  - Mosca 1980: bronzo nei 100 m sl.
  - Los Angeles 1984: bronzo nei 100 m sl e nella staffetta 4x100 m sl.
- Mondiali
  - 1982 - Guayaquil: bronzo nei 100 m sl e nella staffetta 4x100 m sl.
- Europei
  - 1981 - Spalato: oro nei 100 m sl, argento nelle staffette 4x100 m sl e 4x100 m misti.
  - 1983 - Roma: oro nei 100 m sl, argento nella staffetta 4x100 m sl.
  - 1985 - Sofia: argento nella staffetta 4x200 m sl e bronzo nella staffetta 4x100 m sl.